# Старостинка
Старостинка — хутор в Кореневском районе Курской области. Входит в состав Толпинского сельсовета.

## География
Хутор находится на реке Груня (приток Сейма), в 89 км к юго-западу от Курска, в 14,5 км к северо-востоку от районного центра — посёлка городского типа Коренево, в 9,5 км от центра сельсовета — села Толпино.
Климат
Старостинка, как и весь район, расположена в поясе умеренно континентального климата с тёплым летом и относительно тёплой зимой (Dfb в классификации Кёппена).

## Население
| 2002 | 2010 |
| ---- | ---- |
| 14   | ↘2   |

## Инфраструктура
В хуторе 2 дома.

## Транспорт
Старостинка находится в 7 км от автодороги регионального значения 38К-017 (Курск — Льгов — Рыльск — граница с Украиной), в 10 км от автодороги 38К-030 (Рыльск — Коренево — Суджа), в 0,5 км от автодороги межмуниципального значения 38Н-567 (38К-030 — Нижняя Груня с подъездом к д. Гавриловка), в 5,5 км от автодороги 38Н-040 (Марьино — Верхняя Груня), на автодороге 38Н-018 (Благодатное — Нижняя Груня), в 9,5 км от ближайшего ж/д остановочного пункта 374 км (линия 322 км — Льгов I).
В 151 км от аэропорта имени В. Г. Шухова (недалеко от Белгорода).